# Marcelo Velazco
Marcelo René Velazco Ghiena (n. Montevideo, Uruguay; 14 de febrero de 1970) es un exfutbolista uruguayo naturalizado ecuatoriano que jugó como defensa central. Actualmente es asistente técnico del Deportivo Cuenca de la Serie A de Ecuador. Militó en diversos clubes de Uruguay, Chile y Ecuador. Recordado fue su exitoso paso por el último país mencionado, ya que en Ecuador desarrolló gran parte de su carrera, pese a que se inició su carrera futbolística en Chile. Se caracteriza por ser uno de los mejores jugadores del Deportivo Cuenca, se caracterizó por coronarse Campeón del año 2004 con este club y jugar en el 2005 en la Copa Libertadores contra Boca Juniors de Cali (Colombia).

## Clubes
| Club                  | País    | Año       |
| --------------------- | ------- | --------- |
| Deportes Iquique      | Chile   | 1996-1997 |
| Montevideo Wanderers  | Uruguay | 1997      |
| Frontera Rivera       | Uruguay | 1998-1999 |
| Danubio               | Uruguay | 2000      |
| Aucas                 | Ecuador | 2001-2002 |
| Deportivo Cuenca      | Ecuador | 2003-2005 |
| Deportivo Quito       | Ecuador | 2006-2007 |
| Macará                | Ecuador | 2008      |
| Técnico Universitario | Ecuador | 2009      |